# Georg Eberlein (arkitekt)
Georg Eberlein, född 13 april 1819 i Linden (tillhör numera Markt Erlbach), död 8 juli 1884 i Nürnberg, var en tysk arkitekt.
Eberlein studerade vid polytekniska skolan i Nürnberg, sedermera under Carl Alexander von Heideloff (1789-1865), som han hjälpte vid dekoreringen av stiftskyrkan i Stuttgart samt 1840-1842 vid slottet Lichtenstein vid Reutlingen. Efter att i tio år ha varit verksam vid Württembergs fornminnesförening restaurerade han 1855 slottet Hohenzollern i Schwaben, sedermera korsgången i Aschaffenburgs stiftskyrka, domen i Erfurt, Sankt Emmeran i Regensburg med mera.